# Blocus continental
Pour les articles homonymes, voir Blocus (homonymie).

L'Europe en 1811 :
Empire français
États satellites de l'Empire français
États appliquant le blocus continental

Épisode important de l'histoire du Premier Empire, le blocus continental (ou de manière abrégée, le Blocus) est le nom donné à la politique suivie par Napoléon Ier, qui tentait de ruiner le Royaume-Uni en l'empêchant de commercer avec le reste de l'Europe, engagée par le décret de Berlin en novembre 1806. Le blocus continental prend fin en avril 1814, avec le départ de Napoléon pour l'île d'Elbe.

## Concepts généraux
Lors de la signature, en mars 1802, de la paix d'Amiens entre la France et le Royaume-Uni, la France napoléonienne se trouve quasiment au sommet de sa gloire. Outre la confirmation de la possession de la Chine et du port d'Anvers, cet accord lui rend ses colonies, confirmant ainsi l'empire comme puissance mondiale commerciale et politique.
La rupture de la paix, généralement attribuée au Royaume-Uni, change largement la donne. Le Royaume-Uni en effet s'empare à nouveau des colonies françaises, détruit quasi totalement la flotte française à Trafalgar et s'assure la maîtrise des océans.
Napoléon reconnaît alors l'impossibilité de lutter sur le domaine maritime et, comme il le déclare dans une lettre adressée à son frère, Louis, roi de Hollande, tente de reconquérir les colonies par terre, et de vaincre la mer par la terre en privant le Royaume-Uni de ses alliés et en déplaçant le combat sur les domaines financier et commercial.
Dès 1806, les ports français ainsi que les embouchures de l'Ems, du Weser et de l'Elbe sont fermés aux marchandises britanniques. Cependant, celles-ci sont introduites sur le continent par d'autres voies et Napoléon doit trouver des moyens plus rigoureux pour parvenir à ses fins. Le Royaume-Uni lui-même lui montre la voie en déclarant tous les ports entre Brest et Hambourg en état de blocus, y compris pour les nations neutres. Cette déclaration provoque une vive réaction de l'Empereur, débouchant sur le concept de blocus continental.

### Motivations de NapoléonIer

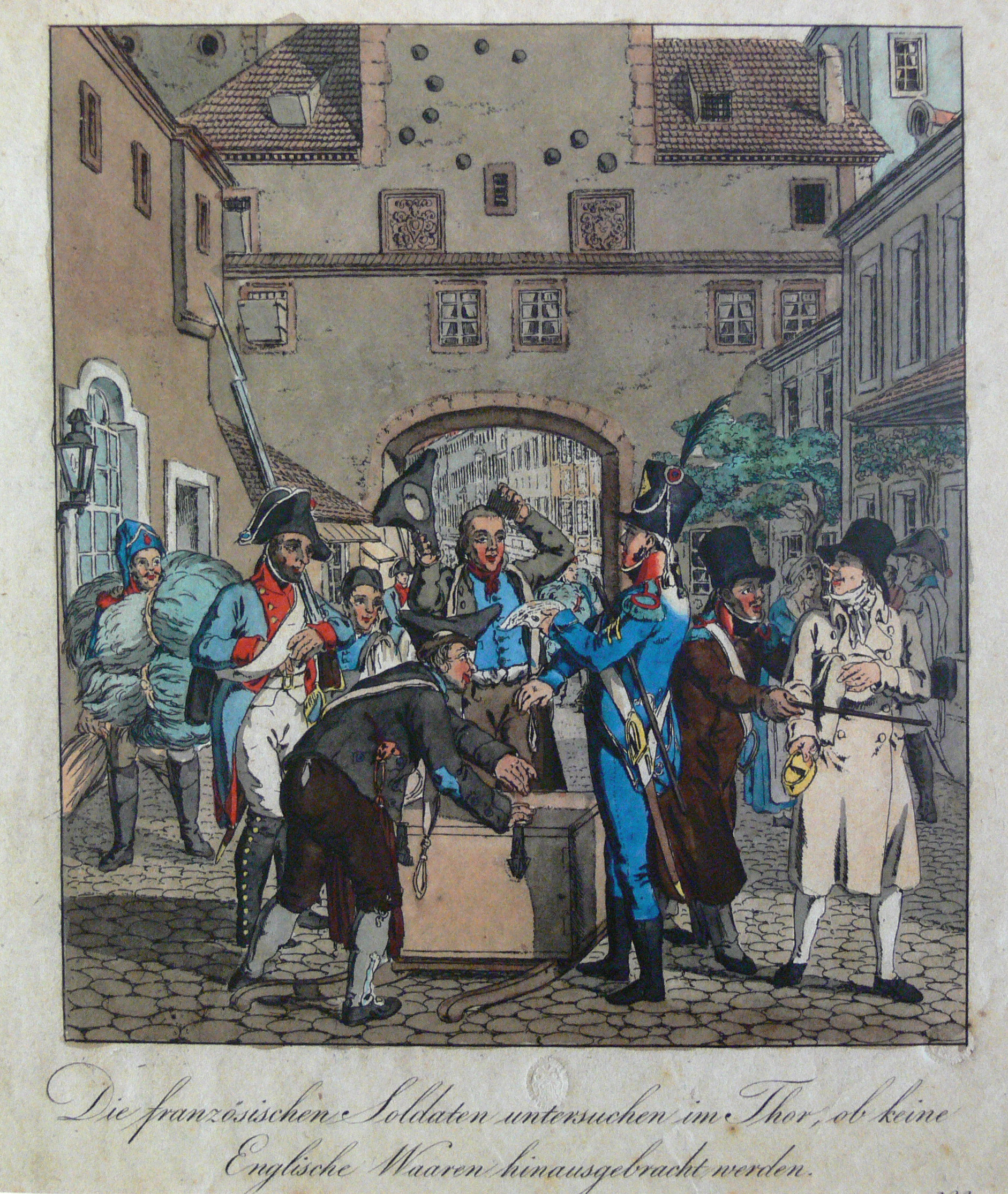
Soldats français inspectant des marchandises à Leipzig en 1806 à la recherche de contrebande.

L'événement qui force la décision est l'instauration par les Anglais de leur propre blocus en mai 1806. Talleyrand s'en indigne et écrit à Napoléon qu'un tel procédé justifie pleinement que l'on « oppose à l'ennemi les armes dont il se sert ».
Lorsqu'il introduit la notion de blocus contre le Royaume-Uni, l'Empereur n'est certainement pas le premier à utiliser cette arme. En effet, depuis l'apparition du commerce maritime, de très nombreuses déclarations de blocus ont été prononcées, même en temps de paix (par exemple le blocus de 1756, lors de la guerre de Sept Ans). Cependant, la quasi-totalité d'entre elles sont restées lettres mortes, simplement à cause de l'impossibilité technique de fermer totalement les débouchés d'une nation.
La première différence entre ce blocus et les versions antérieures « classiques » provient de la dimension de celui-ci. En effet, dans le passé, seule une ville ou (plus rarement) un pays était soumis à un blocus. Dans ce cas, c'est l'ensemble de l'Europe continentale qui est concerné.
La seconde différence concerne le sens du blocus. Traditionnellement, le blocus consiste à empêcher le ravitaillement de la ville ou du pays concerné. Dans ce cas, bien que les îles Britanniques soient déclarées en état de blocus, il est impossible d'empêcher les marchandises britanniques et coloniales de quitter les ports britanniques (l'Empire ne disposant pas ou plus d'une flotte digne de ce nom), il doit donc leur être impossible de débarquer celles-ci pour les vendre.
De cette manière, l'Empereur espère ainsi empêcher, pendant quelques années, le Royaume-Uni d'écouler ses marchandises et ainsi provoquer une hausse massive des stocks, provoquant des faillites, et une raréfaction des importations susceptible de provoquer une hausse des prix et une chute du pouvoir d'achat. Bien appliqué, le blocus devrait mettre en péril de larges pans de l'économie britannique, tant pour l'importation (de céréales, d'armes et de munitions) que pour l'exportation (de produits coloniaux et principalement de cotonnades et de lainages qui, réunies, représentent plus de 50 % du total des exportations britanniques). De fait, bien que le blocus n'ait jamais été totalement efficace, le crédit britannique perd jusqu’à 20 % de sa valeur entre 1808 et 1810.

### La fuite en avant
Lorsqu'il promulgue le décret de Berlin le 21 novembre 1806 (suivi par celui de Milan le 23 novembre 1807), Napoléon sait que son blocus ne peut réussir que si l'ensemble du continent le respecte. Or, à la fin 1806, le décret n'est exécuté qu'en France et dans les royaumes alliés et pays occupés, à savoir l'Italie, l'Espagne, la Toscane, Rome, Naples, le Royaume de Hollande, la Haute- et la Basse-Allemagne ainsi que le Danemark.
Dans les années suivantes, l'ensemble des efforts de politique extérieure de l'Empire convergent dans le but d'étendre le blocus à l'ensemble de l'Europe, que ce soit par des traités (avec la Russie et la Prusse à travers le traité de Tilsit le 7 juillet 1807, ou la Suède à travers le traité de paix du 6 janvier 1810) ou par des invasions militaires (le Portugal ou la Sicile).

## Le système continental
Appliqué à un petit État, le décret de Berlin l'aurait fatalement étouffé. Cependant, l'Empire français est alors un géant s'étendant de Bayonne à Danzig et de Reggio à Hambourg laissant à ses produits un immense marché comprenant plus de 80 millions de consommateurs. La mise en place d'une vaste organisation permettant d'ouvrir le marché européen aux entreprises et aux productions locales (principalement françaises) est effectuée parallèlement à l'application du blocus. Cette organisation prend le nom de système continental et a comme résultat un profond changement dans les habitudes commerciales de la France et donc de l'Europe.

### En France
Sans contestation, la France est, avec la Belgique, la grande bénéficiaire du système continental. Les pays alliés et conquis devaient acheter des produits bruts ou transformés venant des manufactures françaises pour remplacer les importations britanniques. Ce système entraîne, parallèlement, le développement de plusieurs grandes inventions telles que la fabrication du sucre de betterave, la filature mécanique du lin ou la préparation de la garance et du pastel. D'un autre côté, les grands ports tels que La Rochelle, Nantes, Bordeaux ou Marseille déplorent la ruine de leur économie, eux qui commerçaient avec les pays neutres, les États-Unis et le Danemark essentiellement.
Comme l’Europe dépendait beaucoup du coton brut, la chute des importations anglaises, permet aux Français d'en gagner le monopole. Il y eut donc bien une expansion commerciale française « dos à la mer ». Elle ne fut cependant pas suffisante pour compenser les pertes commerciales avec les neutres. Par contre, l'industrie textile renforça ses positions en France et connut un développement sans précédent. Ce fut le cas pour toute l'industrie comme en témoigne la comparaison des chiffres industriels entre 1789 et 1812.

### Dans le reste de l'Europe continentale
Les pays alliés ou intégrés à l'Empire subissent de plein fouet la récession économique liée au blocus. Obligés d'acheter leurs produits en France à des prix importants, soumis à de lourdes taxes lors de l'export de leurs propres produits, leur économie périclite largement jusqu'en 1812. En particulier, les grands ports de Hollande, d'Allemagne et d'Italie connaissent une baisse d'activité sans précédent.
La plupart d'entre eux n'ont suivi les directives qu'à contrecœur, l'exemple symptomatique étant le royaume de Hollande, pourtant dirigé par le propre frère de Napoléon, qui montre tellement de mauvaise volonté à appliquer les décisions impériales que l'Empereur, excédé, annexe finalement ce pays à la France.
Le Blocus continental a eu un impact sur l’essor de l’industrie cotonnière en Russie. Puisque la Russie s'était engagée à adhérer au Blocus, l’approvisionnement en coton dut se faire par ailleurs. Ainsi, le coton est importé du Proche-Orient. La disette de coton n’est plus un problème, mais la quantité reste insuffisante. En 1810, on n’importe donc que du coton américain. Puisqu’il est bien moins cher que d’acheter des filés, la matière première est achetée et la Russie produit elle-même ses produits finis. Pendant le blocus, l’accès à la Russie est difficile, ce qui anéantit les possibilités de développement du commerce et de l’industrie du coton.
Le retrait des Russes du système continental incite Bonaparte à entreprendre la campagne de Russie de 1812.

### Au Royaume-Uni

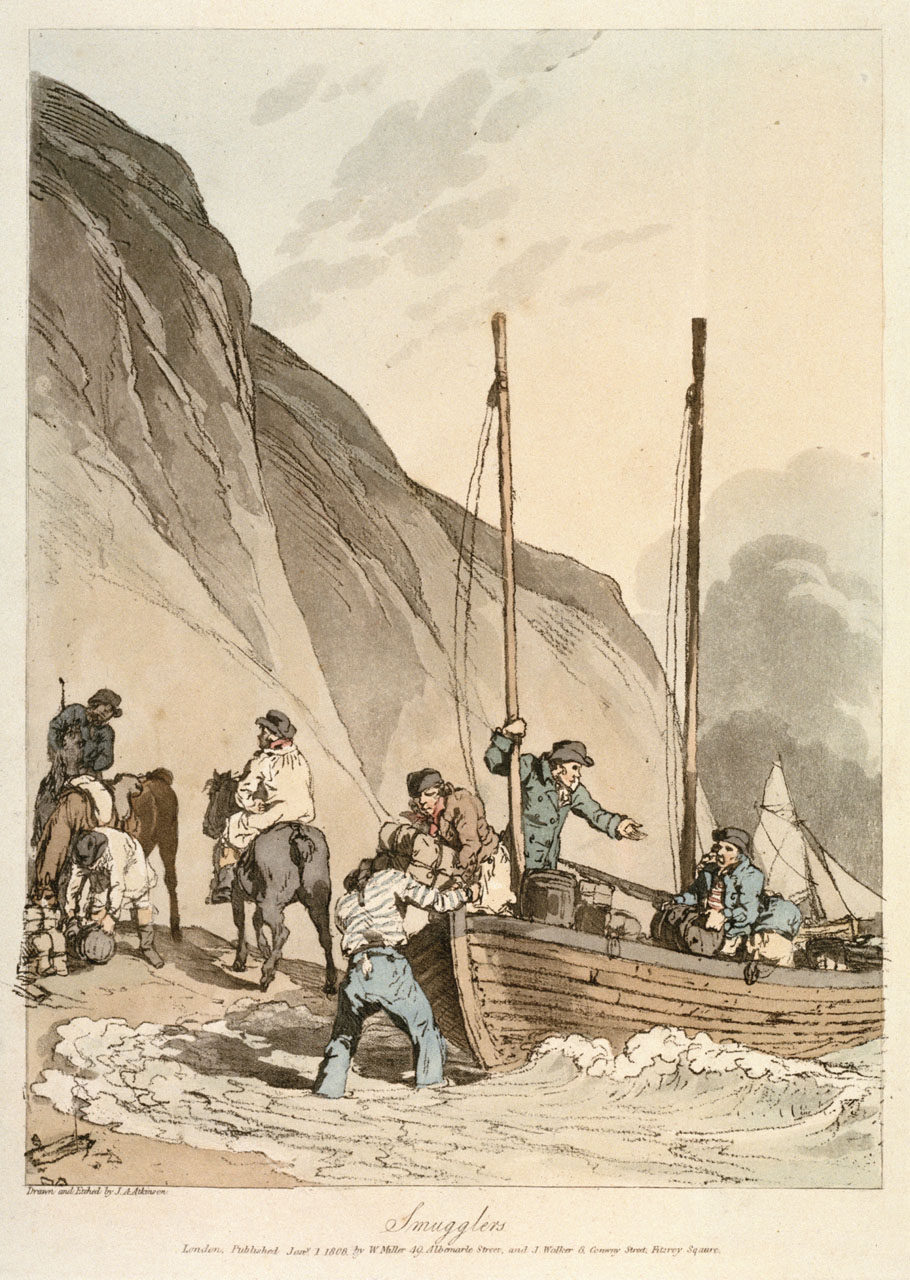
Des contrebandiers pendant le blocus continental.

Le blocus n'a pas eu d'effet sur l'économie britannique dans sa globalité, mais les exportations vers le continent passent de 55 % à 25 % de leur valeur totale entre 1802 et 1806. Au début de l'année 1807, les Britanniques intensifient leurs relations avec la Russie, les États-Unis, le Portugal et les États scandinaves.
Le système de contrebande de produits finis sur le continent a miné les efforts français visant à ruiner l'économie britannique en lui interdisant l'accès aux marchés. Le secteur des affaires bien organisé a canalisé les produits vers ce dont les militaires avaient besoin. Non seulement les colons britanniques fournissaient des uniformes britanniques, mais ils revêtaient aussi les alliés et même les soldats français. La Grande-Bretagne a par ailleurs utilisé son pouvoir économique pour développer la Royal Navy, doublant le nombre de frégates et augmentant de 50 % le nombre de grands navires, tout en augmentant le nombre de marins de 15 000 à 133 000 en huit ans après le début de la guerre en 1793. La flotte de la France a, quant à elle, diminué de plus de la moitié.
Plus important encore, la production nationale britannique est restée forte. Les textiles et le fer ont fortement augmenté. La production de fer augmenta, car la demande de canons et de munitions était insatiable. Les prix agricoles ont explosé - c'était un âge d'or pour l'agriculture alors même que des pénuries alimentaires apparaissaient ici et là. Il y a eu des émeutes en Cornouailles, dans le Devon et le Somerset pendant les pénuries alimentaires de 1800-01. Dans l'ensemble, toutefois, la production agricole a augmenté de 50 % entre 1795 et 1815.
À partir de 1809, avec la généralisation des licences et à la suite de la paix signée avec l'Empire ottoman, la situation s'améliore et la mauvaise récolte de 1809 arrive alors que les difficultés des années précédentes sont réglées.
Le mot de la fin est attribué au Genevois François d'Ivernois qui conclut en 1809 son ouvrage sur Les Effets du blocus Continental par ses mots :

« Votre blocus ne bloque point
Et grâce à votre heureuse adresse
ceux que vous affamez sans cesse
ne périront que d'embonpoint… »

### Au Canada
Le blocus continental empêche le Royaume-Uni de commercer avec le reste de l’Europe. Le commerce du bois est celui ayant connu la plus grande expansion pendant le blocus au Haut-Canada et au Bas-Canada. Le bois est même devenu la ressource la plus exportée de la région, devant les fourrures de castor qui dominaient le marché depuis l’arrivée des européens. Entre 1812 et 1842, le port de Québec est passé d’environ 25 000 à plus de 300 000 tonnes de bois expédiées vers le Royaume-Uni. Avant le blocus, le bois utilisé pour construire la marine anglaise était majoritairement importé du Nord de l’Europe. Pendant celui-ci, les Anglais se sont tournés vers leurs colonies du Bas-Canada et du Bas-Canada qui contiennent d’énormes forêts. De plus, le Royaume-Uni instaure des tarifs préférentiels sur le bois canadien qui devient donc moins cher que le bois européen. Le blocus a donc provoqué un énorme développement économique au Canada qui sera ralenti en 1812, à cause de la tentative d’invasion du Canada par les États-Unis en 1812.

### Dans le reste du monde
Le blocus continental oblige le Royaume-Uni, qui s'alimente habituellement sur la Baltique pour son bois d’œuvre et son bois de marine, à importer du bois en provenance du Canada, stimulant le commerce du bois d’œuvre sur la rivière des Outaouais.
Lors du blocus continental et les guerres de Napoléon, l’Angleterre a accès au bois au Canada. L’Outaouais, au Bas-Canada (devenu aujourd'hui le Québec), possède alors les plus belles forêts de pin et de chênes  de l’Empire britannique, notamment dans la vallée de la Gatineau et dans le Pontiac. L'importance des exportations de chêne et de pin canadiens vers la Grande-Bretagne devient telle que l'on peut affirmer qu'elles soutinrent la Royal Navy dans son long combat contre l'Empire français. En 1811, par exemple, l'Angleterre importe 3 300 mâts de la Russie et de la Prusse, et 23 000 de l'Amérique du Nord britannique, dont 19 000 pour le seul Bas-Canada. Telle était l'importance du Canada pour la Grande-Bretagne dans cette période critique de son histoire. Pour assurer ce trafic essentiel, la Royal Navy se doit de bien protéger les routes maritimes.
Le blocus continental européen a donc permis la colonisation de régions québécoises peu ou pas habitées. En effet, des centaines de bûcherons et de draveurs ont parcouru ces forêts du Bas-Canada, la rivière Gatineau et la rivière des Outaouais.

### HMS Bellerophon
(novembre 2024).
Le contenu est difficilement compréhensible vu les erreurs de traduction, qui sont peut-être dues à l'utilisation d'un logiciel de traduction automatique.
Le HMS Bellerophon, un navire de guerre britannique de troisième classe, a joué un rôle important dans les batailles navales du début du XIXe siècle, en particulier lors des guerres napoléoniennes. Son histoire est souvent liée aux événements maritimes importants depuis son lancement en 1786. Conçu à l'origine comme navire de ligne pour la Royal Navy, le Bellerophon a participé activement aux campagnes de guerres. Cependant, elle fut reconnue pour son implication dans la bataille de Trafalgar en 1805 lorsqu'elle engagea avec le capitaine John Cooke. Dans ce conflit mené par l'amiral Nelson contre la flotte franco-espagnole, Bellerophon subit de graves dégâts qui illustrent l'intensité des combats à cette époque. Tout au long des guerres napoléoniennes, Bellerophon a contribué au blocus de la côte française et à continuer à s'engager dans des batailles à la suite de Trafalgar. Son rôle infâme est venu lorsqu'il a été choisi comme navire pour sauver Napoléon Bonaparte après sa défaite à Waterloo en 1815. Cherchant refuge contre la capture par les Alliés, Napoléon s'est réfugié à bord du navire britannique Bellerophon ancré au large de Rochefort. Par conséquent, Bellerophon est devenu synonyme de la chute de Napoléon. Après avoir passé quelque temps sur le navire, le roi détrôné fut transféré sur le HMS Northumberland, où il fut envoyé en exil à Sainte-Hélène. La réputation de Bellerophon, en tant que « navire-prison de Napoléon », est restée dans les archives de l'histoire. Le HMS Bellérophon est resté dans la Royal Navy après son implication dans les guerres napoléoniennes jusqu'à sa dissolution en 1836. De ce fait, le navire a laissé un riche héritage de réalisations navales qui témoignent de son importance significative dans l'histoire militaire de l'époque, en particulier à cause de son association remarquable avec le blocus de Napoléon et la captivité de l'empereur français.

## Rappels chronologiques
Pour des raisons de lisibilité, les dates du calendrier révolutionnaire ont été converties
- 1791
  - 1er juin : création par la Constituante de la régie des douanes (incluant un tarif des droits à percevoir à l'entrée et à la sortie du Royaume).
  - 22 août : publication du code des douanes.
- 1800
  - 18 mars : traité avec Naples
- 1801
  - 21 mars : traité avec l'Espagne
  - 16 septembre : création de la direction générale des douanes. Son premier directeur est Jean-Baptiste Collin, futur comte de Sussy.
  - 29 septembre : traité avec le Portugal
  - 9 octobre : traité avec la Russie
- 1802
  - 25 mars : paix d'Amiens avec le Royaume-Uni
  - 25 juin : traité avec la Turquie
- 1803
  - 8 avril : vente de la Louisiane aux États-Unis
  - 28 avril : vote par le Corps législatif du nouveau tarif des douanes de l'an XI.
  - 13 mai : reprise de la guerre avec le Royaume-Uni.
- 1805
  - 6 juin : annexion de Gênes, Parme et Plaisance.
  - 21 octobre : victoire de la flotte britannique à Trafalgar.
- 1806
  - 22 février : publication d'un décret prohibant les toiles en coton du Royaume-Uni.
  - 4 mars : publication d'un décret taxant les denrées coloniales.
  - mars : rétablissement de l'impôt sur le sel.
  - 30 avril : promulgation de la loi sur le tarif des douanes.
  - 21 novembre : décret de Berlin instaurant le blocus continental.
- 1807
  - 7 juillet : traité de Tilsit, la Russie et la Prusse adhèrent au blocus continental.
  - 29 octobre : traité de Fontainebleau entre la France et l'Espagne pour envahir le Portugal.
  - 6 septembre : le Royaume-Uni bombarde Copenhague, les pays scandinaves adhèrent au blocus continental à l'exception de la Suède.
  - 23 novembre : invasion du Portugal par la France et l'Espagne.
  - 17 décembre : décret de Milan[14] ordonnant la saisie et la confiscation de tout bâtiment ayant touché le Royaume-Uni.
- 1808
  - 6 juin : Joseph Bonaparte devient roi d'Espagne.
- 1809
  - avril : mise en place du système des licences distribuées par le ministère de l'Intérieur.
- 1810
  - 6 janvier : traité de paix avec la Suède qui adhère au blocus continental formellement, mais qui entretient les liens commerciaux avec la Grande-Bretagne en pratique.
  - 1er mars : plainte des États-Unis d'Amérique contre les blocus britanniques et français.
  - 9 juillet : réunion de la Hollande à la France et annexion des villes hanséatiques.
  - 5 août : réforme du système de licences maintenant directement distribuées par l'empereur, et promulgation du décret de Trianon, frappant toutes les denrées coloniales, sauf celles des colonies françaises, d'une taxe douanière pouvant atteindre 50 % de leur valeur.
  - 27 septembre : plainte de la chambre de commerce d'Amiens au ministère de l'Intérieur, dénonçant le « scandaleux trafic » lié aux licences
  - 19 octobre : décret de Fontainebleau ordonnant le brûlement des marchandises britanniques saisies.
  - 13 décembre : la Russie dénonce le traité de Tilsit et renonce à appliquer le blocus.
- 1811
  - 28 avril : décret révoquant les décrets de Milan et Berlin pour les États-Unis.
  - juin : création du ministère des Manufactures et du Commerce.
- 1812
  - 12 janvier : promulgation d'une loi autorisant l'entrée en France des marchandises prohibées contre un droit de 40 %.
- 1814
  - 4 avril : le Gouvernement provisoire dans une adresse aux Français, déclare « Que le commerce chargé d'entraves reprenne sa liberté », mettant ainsi officiellement fin au blocus continental.